# Арендар Петро Савич
Петро Савич Арендар (нар. 1922, село Велика Загорівка, тепер Борзнянського району Чернігівської області — пом. ?) — український радянський компартійний діяч, 1-й секретар Варвинського та Ніжинського районних комітетів КПУ Чернігівської області. Депутат Верховної Ради УРСР 7-го скликання.

## Біографія
Народився в селянській родині. Член ВЛКСМ з 1939 року.
З 1940 року — у Червоній армії, служив у Військово-повітряних силах. Учасник німецько-радянської війни з 1942 року. Служив стрільцем-бомбардиром 1-ї ескадрильї 648-го авіаційного полку Калінінського фронту, стрільцем-бомбардиром 572-ї окремої авіаескадрильї зв'язку 39-ї армії, штурманом екіпажу, льотчиком та старшим льотчиком 391-го нічного легкобомбардувального авіаційного полку 314-ї нічної бомбардувальної авіаційної дивізії 3-ї повітряної армії 1-го Прибалтійського фронту.
Член ВКП(б) з 1943 року.
Після демобілізації перебував на партійній роботі в Чернігівській області.
З середини 1950-х до 1962 року — 1-й секретар Варвинського районного комітету КПУ Чернігівської області.
У 1962—1965 роках — секретар партійного комітету Ніжинського колгоспно-радгоспного територіального виробничого управління Чернігівської області.
У 1965 — після 1982 року — 1-й секретар Ніжинського районного комітету КПУ Чернігівської області.
Потім — на пенсії.

## Звання
- молодший лейтенант
- лейтенант

## Нагороди
- орден Леніна (31.12.1965)
- орден Трудового Червоного Прапора (26.02.1958)
- орден Вітчизняної війни 1-го ступеня (28.04.1945)
- два ордени Вітчизняної війни 2-го ступеня (3.06.1944; 6.04.1985)
- орден Червоного Прапора (4.09.1942)
- ордени
- медаль «За відвагу» (24.10.1943)
- медаль «За перемогу над Німеччиною у Великій Вітчизняній війні 1941—1945 років» (20.02.1946)
- медалі